# Col de Vizzavona
Der Col de Vizzavona, korsisch Foce di Vizzavona oder Foci di Vizzavona, ist ein Gebirgspass auf Korsika.

## Lage und Bedeutung
Der Col de Vizzavona verbindet die Départements Haute-Corse und Corse-du-Sud. Er liegt an der Hauptverbindungsstraße RT 20, die Ajaccio über Corte mit Bastia verbindet. Aufgrund dieser Lage ist er der meistbefahrene Bergpass Korsikas. Zusammen mit den Pässen Col de Vergio, Col de Verde und Col de Bavella bildet er einen der vier sogenannten großen Pässe Korsikas. Die Bahnlinie, die ebenfalls diese drei Städte miteinander verbindet, durchquert den Vizzavona-Tunnel unterhalb des Passes. Der Fernwanderweg GR 20 verläuft durch das Dorf Vizzavona 2 km nördlich des Passes.
Zu beiden Seiten liegen einige der höchsten Berge Korsikas: der 2.389 m hohe Monte d’Oro 3 km entfernt nordnordöstlich, der 2.352 m hohe Monte Renoso 6 km entfernt südsüdwestlich. Der nördliche Abhang zum Pass ist bewaldet. Der Wald von Vizzavona ist bekannt für seine Schwarzkiefern. Der südliche Abhang ist felsig und teilweise bedeckt von Macchia und Buchengehölz.
Im Winter kommt es mitunter vor, dass der Pass wegen Schneefalls gesperrt wird.

## Geschichte

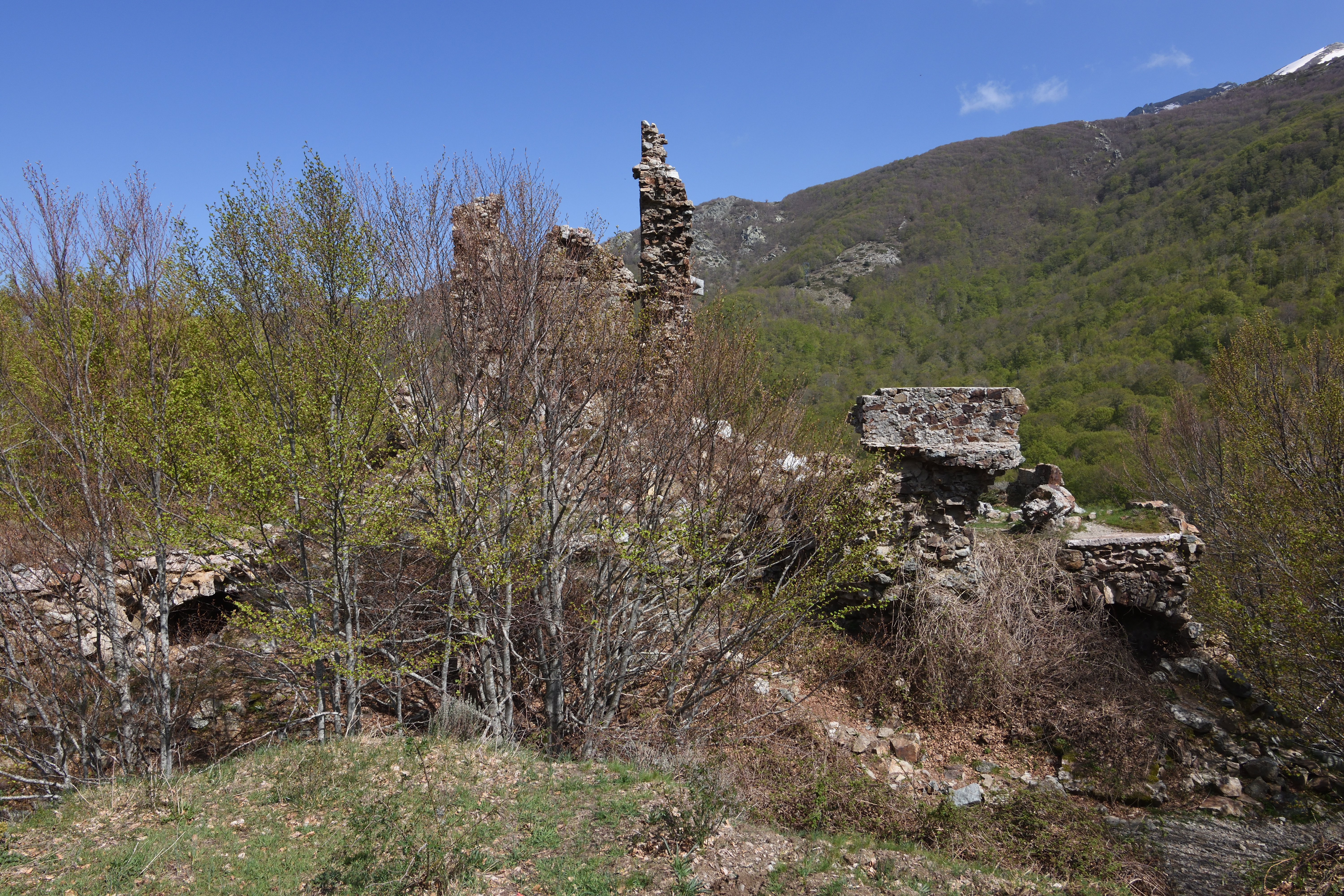
Ruinen des alten Fort oberhalb des Passes

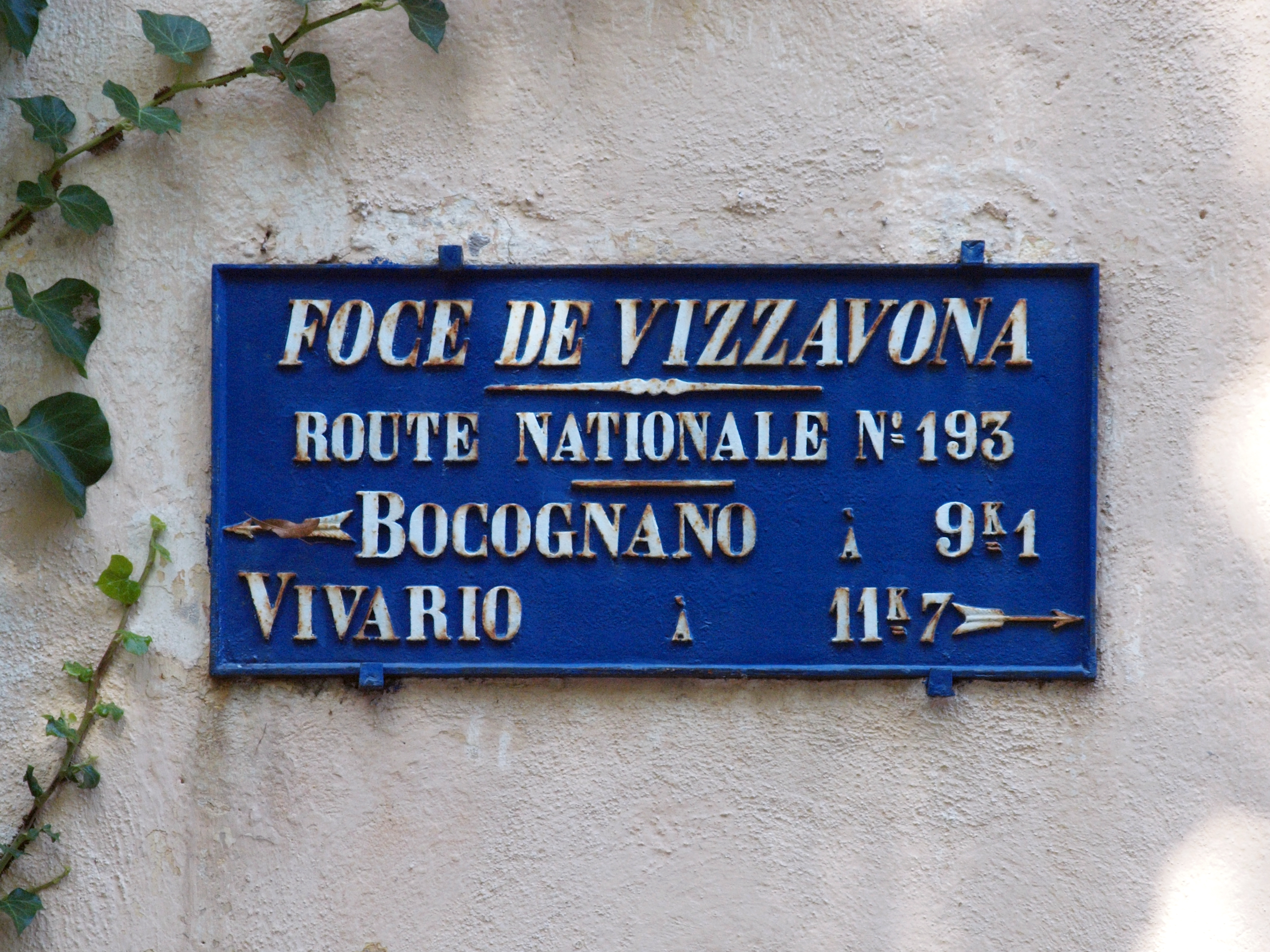
Altes Straßenschild der ehemaligen Route nationale 193

Der Pass von Vizzavona war seit jeher eine Verbindung von strategischer Bedeutung.
1488 besiegten Giovan Paolo di Leca und Rinuccio della Rocca, Adlige aus dem Geschlecht der Burgherren von Cinarca bei Casaglione und Feinde der genuesischen Besatzungsmacht, hier eine Truppe von rund 300 genuesischen Söldnern unter ihrem Anführer Rollandone. Diese wollten Genuesern zu Hilfe kommen, die auf Cinarca belagert wurden:

« Débarqué à Bastia, Rollandone passa aussitôt dans le « Delà des Monts » afin de secourir à temps les assiégés de Cinarca. Mais au moment où il passait par Bocognano, au-dessus du col de Vizzavona, les Cinarchesi l'attaquèrent avec des forces considérables. Rollandone perdit tout à fait courage, surtout lorsqu'il vit tomber sous ses yeux au commencement de l'action Impernetto de Cristinacce, homme plein de valeur, qui soutenait le parti des Génois. Il jeta lâchement ses armes et se rendit avec ses soldats sans condition. Ceux-ci furent dépouillés, et retournèrent à Bastia déshonorés à la suite d'un échec si honteux. »

„In Bastia gelandet, machte sich Rollandone sofort nach jenseits der Berge auf den Weg, um den Belagerten von Cinarca zu Hilfe zu kommen. Doch als er vor Bocognano ankam, unterhalb des Passes von Vizzavona, griffen ihn die Cinarchesi in beachtlicher Stärke an. Rollandone verlor sogleich seinen Mut, besonders als er zu Beginn einen der besten Männer auf seiner Seite, Impernetto de Cristinacce, fallen sah. Rollandone entledigte sich feige seiner Waffen und ergab sich gemeinsam mit seinen Soldaten bedingungslos. Diese wurde ausgeplündert und kehrten nach Bastia zurück, entehrt nach einer solch schändlichen Niederlage.“

1772 ließ der General Noël de Vaux ein Fort erbauen, um die Passhöhe zu sichern. Dessen Ruinen überragen auf 1.163 m Höhe immer noch den Pass. Sie sind in Staatsbesitz und sind per Dekret von 1992 als Monument historique klassifiziert.
Ende des 20. Jahrhunderts wurde der Verlauf der ehemaligen RN 193, heute RT 20, auf der Nordostseite modifiziert. Die alte Straße, eine Allee alter Lindenbäume, ist seitdem für den Autoverkehr gesperrt.

## Radsport
Der Col de Vizzavona wurde von der Tour de France 2013 in Nord-Süd-Richtung befahren. Er wurde als Berg zweiter Kategorie klassifiziert. Der Franzose Pierre Rolland erreichte die Passhöhe als Erster.

## Sehenswürdigkeiten

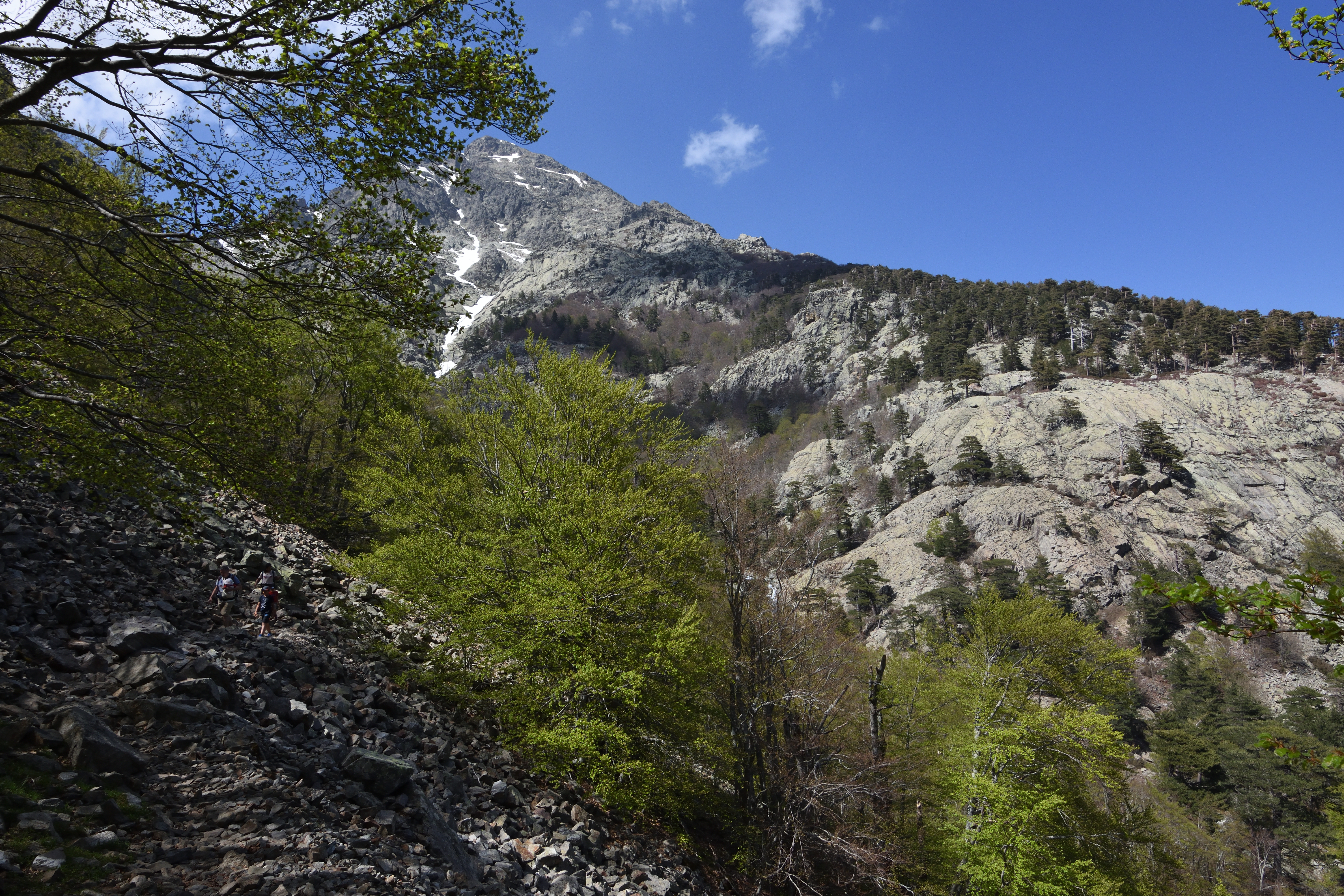
Bergpfad zur Cascade des Anglais; Blick zum Monte d`Oro

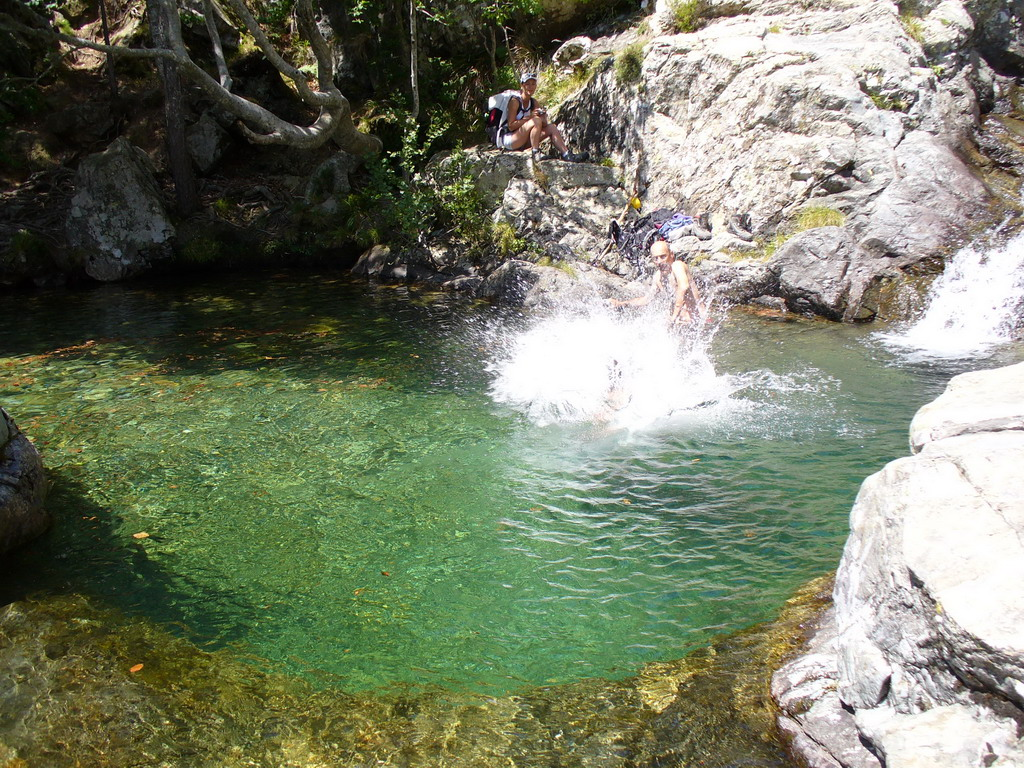
Badevergnügen an der Cascade des Anglais

- Unmittelbar nördlich oberhalb des Passes, auf der Spitze einer Moränenzunge, liegen die Ruinen des Fort von General Vaux. Die Stelle bietet einen freien Ausblick auf die umliegenden Berge und Täler.
- Folgt man vom Fort aus weiter dem schattigen Bergpfad Richtung Norden, so gelangt man nach ca. 2 km zum Wasserfall Cascade des Anglais. Eine Gumpe bietet dort die Möglichkeit zum Baden. Kurz vor dem Wasserfall vereinigt sich der Pfad mit dem Fernwanderweg GR 20.
- Direkt unterhalb auf der Nordseite liegt eine Kapelle die Notre-Dame des Neiges (deutsch: Unserer Lieben Frau zum Schnee) gewidmet ist.
- Unterhalb auf der Südostseite liegt eine natürliche Quelle.
- Die Straße Richtung Bocognano bietet in ihrem oberen Teil einige Aussichtspunkte in das obere Tal der Gravona.